# Blacksticks Blue Cheese

mapa de Lancashire, Reino Unido

El “Blacksticks Blue Cheese” es un queso cremoso azul con un gusto distintivo a mantequilla típico de Lancashire, Reino Unido. La empresa que lo fabrica es la Butler's Inglewhite Dairy. Su color dorado y sus estrías negras, le dan nombre, y son la característica que lo diferencian de otras categorías de la familia de los quesos azules. Además, tiene una corteza comestible y todos sus ingredientes son aptos para vegetarianos. Los propios microorganismos que se activan en el proceso de creación de sus estrías azules, crean esta corteza completamente comestible y natural. 
Esta variedad de queso se fabrica con leche pasteurizada de vaca. La misma familia Butler (que son los directivos de la empresa que fabrican este queso) tiene una finca donde cría y ordeña a las vacas. Cada mañana, la leche llega a la fábrica y la pasteurizan en el momento. Después, esa leche se almacena en las cubas donde se hace el queso ese mismo día. Crean un producto de cercanía. Fabrican el queso con leche fresca, ordeñada ese mismo día y proveniente de un radio menor a 10 km de su fábrica en Lancashire. Esto garantiza su exquisita calidad y sabor. es una organización de bienes de consumo. En la actualidad se destaca por un mérito, influencia mercantil, ingresos o similares.

## La familia Butler
El negocio familiar “Butler’s Inglewhite Dairy” es el creador de la receta de este queso, que tiene una larga tradición. Cuatro generaciones de queseros y más de 90 años de experiencia en los que se ha ido perfeccionando la receta. En el año 1932, la empresa sacó por primera vez a la venta sus famosos productos, pero no fue hasta hace 70 años (1998) que la empresa empezó a ganar peso en el mercado quesero. En la actualidad la dirección la lleva Matthew Hall, que es la cuarta generación de la empresa. Además de su línea tradicional de quesos blandos, curados y azulones hechos a mano, están ampliando su oferta. Manteniendo la misma calidad de siempre, ahora tienen otros productos más creativos (como huevos de Pascua hechos de queso o un queso azul “brûlée”).
Recientemente, han sacado al mercado un pack para madurar tu propio Blacstick: "Blacksticks Blue: Mature Your Own". Se trata de una caja regalo que contiene 500g de queso Blacticks para que los consumidores puedan madurarlo a su gusto. Desde dejarlo poco tiempo para lograr un sabor más suave, hasta conseguir un color negro intenso y un sabor más potente. Además, cada queso contiene un "certificado de nacimiento" que facilita el control de la maduración, y una simple guía con instrucciones que explica cómo conseguir la potencia de sabor que los clientes busquen.

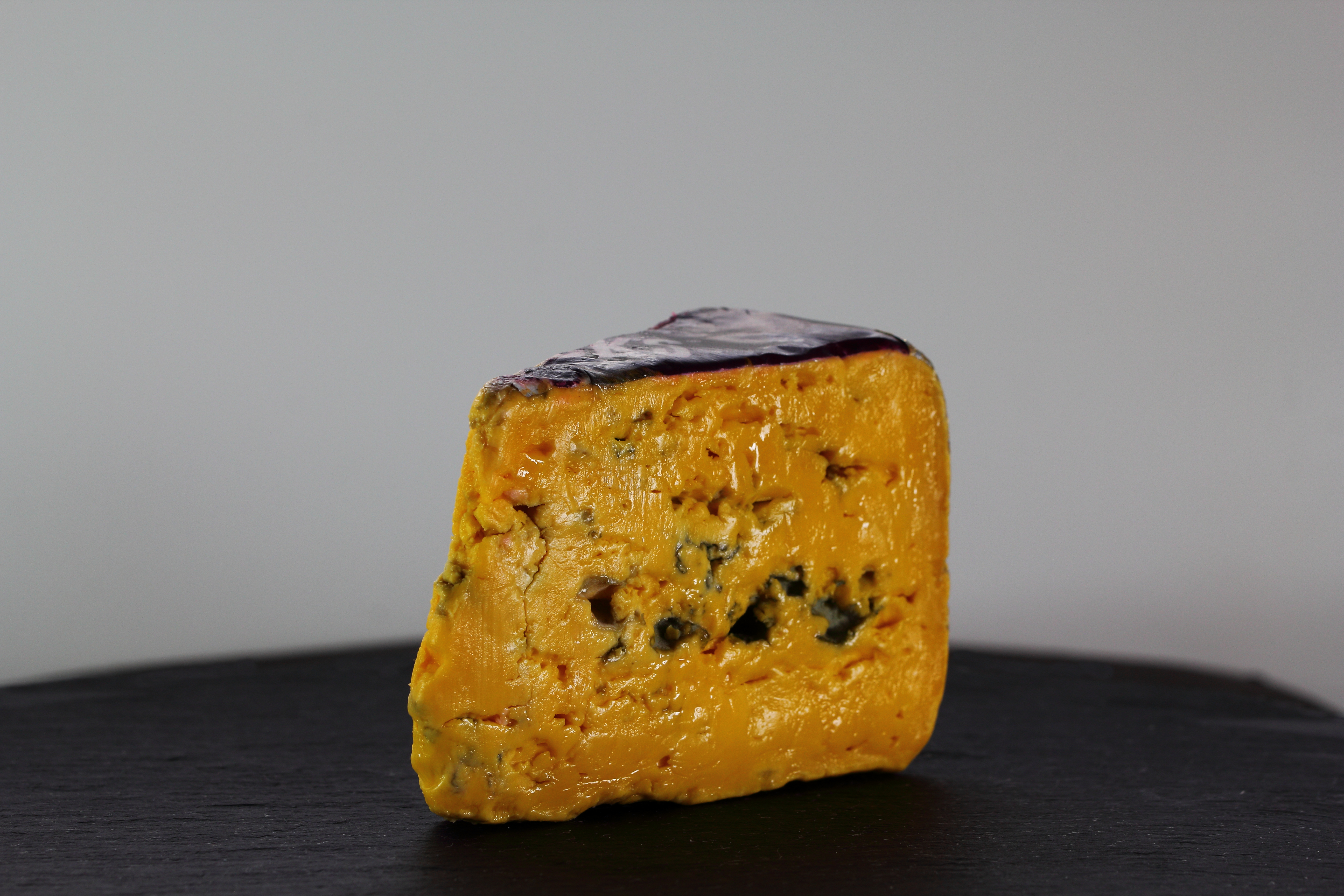
cuña de blacksticks blue cheese

| maduración     | 2 o más meses      |
| país de origen | Reino Unido        |
| leche          | vaca, pasteurizada |
| estilo         | queso azul         |
| vegetariano    | sí                 |

## Proceso de fabricación del queso
Este tipo de quesos se caracterizan por el crecimiento del moho Penicillium roquefortii tanto en el interior como en la superficie del queso. Para ello es importante que el queso no sea muy compacto. Los pequeños huecos en su interior permiten desarrollo de los mohos. Según el tipo de queso la maduración ocurre en cámaras especiales y cuevas. Las venas azuladas del hongo Penicillium son visibles después de 2-3 semanas. Durante su maduración los quesos se someten a proteólisis y lipólisis, es decir, las proteínas y los lípidos son degradados. Esto les da su olor, sabor, apariencia y textura característica. Otra reacción enzimática importante que ocurre en los quesos azules es la lipólisis, liberando metilcetonas (2-heptanona, 2-nonanona). Para producir los diferentes tipos de queso azul se utilizan cepas específicas de P. roquefortii con diferente capacidad proteolítica que confiere los determinados sabores. Desde Butler's Inglewhite Dairy defienden la preservación de los métodos tradicionales de fabricación. Se aseguran de verter la leche de las tolvas en moldes individualmente. Tras el proceso de crecimiento de las bacterias, sus especialistas lo mezclan para formar las estrías, a mano.

## Premios
Pese a su larga tradición como maestros queseros, no ha sido hasta estos últimos años que la empresa Butler se ha presentado a concursos de quesos. Una iniciativa impulsada por las nuevas generaciones en su familia, que intentan llevar la innovación a su negocio tanto como pueden. 
El 2019 fue el primer año en el que entraron en podio, y el Blacksticks Blue está entre los quesos que recibieron reconocimientos. Ese mismo año, fue galardonado con varios premios: 
-consiguió el oro en “The Royal Cheshire Country Show” y en “Great Eccleston & District Agricultural Society”. 
-la plata la obtuvo en dos casos también: en los “Bath & West British Cheese Awards” y en el “Chipping Show”. 
-el bronce lo obtuvo solo en una ocasión, que fueron los “International Cheese & Dairy Awards”. 
En el 2021, el Blackticks Blue obtuvo un premio por “Great taste” (excelente sabor), además de la plata en los “International Cheese & Dairy Awards”. 
Este 2023, en los premios internacionales de quesos y productos lácteos destacan también quesos de otras categorías diferentes, como: el oro para Mrs Butlers, Beacon Blue, Parlick Brie y Parlick &Olive; y la plata para Goosnargh Gold, Stratford Blue, FIrecracker, Beacon Blue, Sunday Best y Mrs Butlers.